# Ricardo Sádaba y García del Real
Ricardo Sádaba y García del Real (Paredes de Nava, 1846-Buitrago del Lozoya, 1902) fue un farmacéutico, profesor y escritor español.

## Biografía
Nació el 7 de febrero de 1846 en la localidad palentina de Paredes de Nava. Doctor en Farmacia y catedrático de facultad de Madrid, en 1871 dirigía en dicha ciudad La Reforma de las Ciencias Médicas. Falleció el 19 de julio de 1902 en Buitrago.